# Paul Hamilton Hayne
Paul Hamilton Hayne (ur. 1830, zm. 1886) – poeta amerykański. 

## Życiorys
Urodził się 1 stycznia 1830 w Charleston w Karolinie Południowej. Jego rodzicami byli Paul Hamilton, oficer marynarki, i Emily McElhenny Hayne. W czasie wojny secesyjnej założył Charleston Literary Center of the South. Zmarł 6 lipca 1886 w Grovetown w Georgii. Został pochowany na Magnolia Cemetery w Auguście. 

## Twórczość
Hayne publikował w czasopismach Graham’s Magazine, Home Journal, Southern Literary Messenger i Southern Literary Gazette. W 1882 ukazało się zbiorowe wydanie poezji Hayne’a ze wstępem jego przyjaciółki, uznanej poetki Margaret Junkin Preston. Do najbardziej znanych tomików poety zaliczane są On the Ashley River, Legends and Lyrics i The Mountain of the Lovers and Other Poems. Pisał między innymi sonety, wzorując się na Johnie Keatsie.